# Хемлок Эрнст
Хемлок Эрнст (англ. Hemlock Ernst; род. 13 апреля 1984 года) — рэп-сайд-проект Сэма Херинга, фронтмена синти-поп-группы «Фьючер Айлендс» (Future Islands).

## Биография
Сэм Херинг родился 13 апреля 1984 года в округе Картерет, Северная Каролина и рос в Ньюпорте и Морхед-Сити.

### Основание групп
Учась в Восточно-Каролинском университете в Гринвиле, Херинг вместе с товарищами основывает арт-группу «Арт Лорд энд зе Селф Потритс» (Art Lord & the Self Portraits), которая существует с 2003 по 2005.
В начале 2006 года бывшие участники «Арт Лорда» основывают новую группу — «Фьючер Айлендс», а в 2008 году все вместе переезжают в Балтимор.
Параллельно Херинг пишет рэп под прозвищем Хемлок Эрнст или «Флеш Эпик» (Flesh Epic), если пишет с братом. В 2010 году «Рэпдрагонс» приглашают его на запись трека «Готта Гоу», и Сэм под двумя псевдонимами отправляется с ними в тур.
В 2013 году заканчиваются туры «Фьючер Айлендс», и у Херинга появляется больше времени для сольного рэп-проекта.

### Хемлок Эрнст
О происхождении своего псевдонима Сэм Херинг рассказал в интервью Джаббари Уиксу:

Мне было тринадцать или четырнадцать, когда я начал писать стихи и публиковать их на онлайн-форуме. Наверное, это были мои набранные первые слова в интернете. Я только перешёл в старшую школу, где написал поэму и взял себе псевдоним Хемлок. Идея поэмы была такой: Сократ выпивает яд из болиголова, и непонятно, суицид это был или убийство.
Когда мы пошли в колледж, я основал группу «Арт Лорд» и решил взять себе имя Орлока Эрнеста Фроста, потому что приятель нашего отца, капитан корабля, всегда хотел назвать корабль Орлоком.
Потом имя сократилось до Локка Эрнста Фроста, и оно уже отсылалось к религиозному поэту Джону Локку, художнику Максу Эрнсту и американскому поэту Роберту Фросту.
Когда я снова решил делать что-то сольно, мне понравились эти два псевдонима. Это скучная история, но иногда ты не можешь избавиться от старых вещей. Так и я не хотел писать под псевдонимом Хемлока, но всегда писал под ним.
Оригинальный текст (англ.)

When I first started writing poetry and hip-hop verses I was 13 or 14 years old. There was an online forum where I posted, like, my first ever words on the internet. I was like in 9th grade, in my first year of high school poetry—and the name that I picked was Hemlock.
The poem was [based] around the idea of Socrates drinking poison, which was a Hemlock-based liquid, and whether it was a suicide or homicide. Anyways, when we went off to school, I started Art Lord and the character was originally going to be named Oarlock Ernest Frost, because our buddy’s Dad, who was a ship’s captain, had always wanted to name him Oarlock.

Then it got shortened to Locke Ernst Frost, and that was a reference to John Locke the religious poet, Max Ernst, the artist and Robert Frost, the American poet. So, when I came back to doing solo stuff I liked the two Hemlock names. It’s a boring story but sometimes you can’t shake those old things. Like, I don’t want to write under Hemlock, but that’s what I’ve always written under.

### 2015 год
Сэм активно выступает как Хемлок Эрнст в 2015 году (до этого была единственная запись с «Рэпдрагонсами» в 2010 году) и связывается с известными представителями американской хип-хоп-сцены. Он сотрудничает с Басдрайвером, Мило и его сайд-проектом «Сколепс Хотэл», Оупен Майком Иглом и Серенгети (при записи их совместного альбома они используют псевдоним «Кавано»), «83катлесом» и австралийской группой «Кёрс ов Диалект».

#### Трабл Ноус Ми
Совместно с Мэдлибом Хемлок Эрнст записывает мини-альбом «Трабл Ноус Ми» (Trouble Knows Me). Как эмси Херинг поёт под псевдонимом Трабл Ноус Ми, а Мэдлиб значится продюсером альбома. Первая презентация альбома проходит 17 июля в клубе «Мид» (The Mid) в Чикаго, но выпускается лейблом «Мэдлиб Инвейжн» (Madlib Invasion) только 1 сентября.

## Дискография

### Мини-альбомы
- Trouble Knows Me (как Трабл Ноус Ми и с Мэдлибом) (1 сентября 2015)[17]

### Гостевые выступления
Во всех треках Сэм Херинг участвует под псевдонимом Хемлок Эрнст, и только во втором треке (Play It Cool) он представлен Самуэлем Т. Херингом.
| №  | Исполнитель                                    | Трек                                  | Альбом                                                | Релиз трека |
| -- | ---------------------------------------------- | ------------------------------------- | ----------------------------------------------------- | ----------- |
| 1  | Rapdragons                                     | Gotta Go                              | Featuring Baltimore                                   | 06.2010     |
| 2  | Gangrene (The Alchemist & Oh No)               | Play It Cool feat. Earl Sweatshirt    | The Alchemist & Oh No Present: Welcome to Los Santos  | 04.2015     |
| 3  | Scallops Hotel                                 | Lavender Chunk                        | Plain Speaking                                        | 07.2015     |
| 4  | 83cutlass                                      | Wicked Kingdom feat. Josephine Olivia | —                                                     | 07.2015     |
| 5  | Milo                                           | Souvenir                              | So the Flies Don't Come                               | 09.2015     |
| 6  | Curse ov Dialect                               | Twisted Strangers                     | Twisted Strangers                                     | 09.2015     |
| 7  | Busdriver                                      | Ministry of the Torture Couch         | Thumbs                                                | 11.2015     |
| 8  | Cavanaugh (Open Mike Eagle & Serengeti)        | Typecast feat. P.O.S. & Busdriver     | Time & Materials                                      | 11.2015     |
| 9  | Cavanaugh (Open Mike Eagle & Serengeti)        | Lemons                                | Time & Materials                                      | 11.2015     |
| 10 | Open Mike Eagle & Paul White                   | Protectors of the Heat                | Hella Personal Film Festival                          | 03.2016     |
| 11 | Words Hurt (Alaska & Lang Vo)                  | This Is Where I Leave You             | Chekhov's Gun (single from Fuck That Pretty Boy Shit) | 04.2016     |
| 12 | Boy Legs                                       | Something Out There                   | Pinball Museum                                        | 04.2016     |
| 13 | Watercolor Warewolf                            | WWhat u WWaitin 4                     | AM Nights: 92.3 The Beast                             | 05.2016     |
| 14 | Charge It To The Game (Fat Tony & Kyle Mabson) | Bite Me                               | Urban Hall Of Fame                                    | 05.2016     |
| 15 | JPEGMAFIA                                      | Llama Mind                            | The Second Amendment                                  | 07.2016     |
| 16 | Clams Casino                                   | Ghost in a Kiss                       | 32 Levels                                             | 07.2016     |
| 17 | Drew Scott feat. Anna Notte                    | Dead Cupid                            | Rando's                                               | 08.2016     |